# De vilde unge
 For alternative betydninger, se De unge vilde.
De vilde unge er en dansk dokumentarserie i tre afsnit fra 2002 med instruktion og manuskript af Anja Dalhoff.
I dokumentarserien møder vi unge fra meget forskellige miljøer. De har det til fælles, at de er eller har været ude i misbrug af alt fra hash og LSD til designerdrugs. De fortæller, hvad misbruget har gjort ved deres liv og måske også ved deres fremtid. Vi møder i serien de magtesløse forældre, der bare kan se på, at deres "guldklumper" ødelægger sig selv. I serien præsenteres vi for nogle af de få behandlingstilbud, der findes. Bl.a. medvirker speciallæge i psykiatri Henrik Rindom, der har mange års erfaring med behandling af Ecstasy-misbrugere, og projektet Juventas, hvor man har specialiseret sig i behandling af unge hashmisbrugere.

## Afsnit
| # | Titel                                     | Første sendedag |
| - | ----------------------------------------- | --------------- |
| 1 | "De vilde unge - Hvad siger de unge?"     |                 |
| 2 | "De vilde unge - Hvad siger familien?"    |                 |
| 3 | "De vilde unge - Hvad siger behandlerne?" |                 |